# Ciudadanía
Ciudadanía va ser un diari republicà que va aparèixer a Girona el 29 de juliol de 1910 amb el subtítol "Diario Republicano Autonomista de Avisos y Noticias". Prudenci Bertrana va ser-ne el director des del primer número fins a l'últim, el corresponent al 31 de desembre de 1910. Una setmana més tard va reaparèixer, ara convertit en el setmanari Ciudadanía, semanario republicano autonomista, segunda época, que va morir finalment el 18 de juny de 1911.

## Context històric
Per explicar com va néixer aquest diari cal conèixer una mica el context històric de la Girona d'aquells anys.
El republicanisme català va patir el 1905 una divisió entre els partidaris d'integrar-se a la Solidaritat Catalana i els antisolidaris. Va ser perquè Lerroux va prendre una postura anticatalana que es va produir aquesta escissió. A partir de llavors, el republicanisme gironí va voler atreure els intel·lectuals més emblemàtics de Girona –com Prudenci Bertrana, Carles Rahola o Miquel de Palol– vinculant-los a algunes noves publicacions periòdiques.
Prudenci Bertrana, el que va ser director de Ciudadanía durant el temps de vida del diari (i posterior setmanari), explica en un dels seus llibres –El vagabund– com va viure aquells mesos. En aquesta obra els noms dels personatges són inventats, però segons alguns estudiosos és fàcil reconèixer les persones reals en les quals estan basats. És el cas, per exemple, d'Eduardo Fernández del Pozo –García Rodríguez de la Fuente a El vagabund–, un advocat de Jaén que va presentar-se a les eleccions legislatives del 8 de maig de 1910 per la circumscripció de Girona, però que no va sortir per poc. Del Pozo va tornar a Girona el 29 de juny del mateix any per la festa que els republicans organitzaven cada any en aquesta ciutat en honor dels militars Ferrández i Bellés, que havien estat afusellats el 1884. Va ser aprofitant aquesta trobada que va proposar crear un diari que representés la Lliga Republicana –coalició dels republicans, unionistes i lerrouxistes de Girona. És així com es van iniciar les negociacions amb la família Rahola, propietaris del diari El Autonomista, perquè aquest mitjà fos la veu de la Lliga Republicana, però no van arribar a cap acord perquè Del Pozo volia que els Rahola renunciessin a la propietat del diari, i ells només estaven disposats a cedir la seva direcció.
Per aquest motiu es va crear un diari nou, que van batejar amb el nom de Ciudadanía, i van fer-ne director a Prudenci Bertrana i Comte, que en un principi havia de formar part de la redacció de Catalanitat, dirigit per Miquel de Palol.

## La curta vida deCiudadanía
El primer número d'aquest diari va sortir el 29 de juliol de 1910 i l'últim número (127), però al cap d'una setmana va tornar a sortir convertit en setmanari. El que abans s'havia anomenat Ciudadanía, diario republicano autonomista de avisos y noticias era ara Ciudadanía, semanario republicano autonomista, segunda época. El setmanari va néixer el 8 de gener de 1911 i va morir el 18 de juny del mateix any –quan el seu director va haver de cessar després de ser empresonat per publicar un article antimilitarista–, després d'haver-se’n publicat 22 números. Llavors es fa fusionar amb el setmanari Catalanitat –també de la ciutat de Girona–, que fins llavors s'hauria pogut considerar competència de Ciudadanía, quan cap dels dos directors no tenien vocació periodística ni política, dirigit per Miquel de Palol, antic amic de Bertrana. D'aquesta unió en va resultar Ciutadania, i va significar que Palol i Bertrana podien tornar a treballar junts i ben avinguts després d'algunes baralles durant els mesos anteriors. Prudenci Bertrana va ser el director del nou setmanari i Miquel de Palol va col·laborar-hi amb alguns articles. Tot i així, la vida d'aquest també va ser curta, l'últim número va sortir el 27 d'agost.

## Característiques
A Ciudadanía s'hi incloïen elements que interpretaven de diverses maneres el republicanisme, sense centrar-se en una tendència concreta, ja que pretenia fer de nexe entre tots els republicans gironins. Era un diari escrit en castellà –tot i que ocasionalment es trobaven escrits en català–, dirigit principalment a les classes populars, presentat en un format de gran foli (67 x 48), de quatre pàgines a quatre columnes, i no presentava il·lustracions. Tenia la redacció a la rambla de la Llibertat número 33 de la ciutat de Girona i imprimia els seus exemplars a la impremta d'Eusebi Simó o a la de El Autonomista.
Aquest diari solien combinar columnes de lliure opinió republicana amb extenses i completes seccions de notícies de qualsevol àmbit, encara que a vegades també s'hi trobaven textos literaris, i la secció publicitària sí que hi era present cada número.

## Redactors
Els redactors que van treballar-hi:
- Albert Balari
- Benvingut Diví
- Carles Rahola
- Conrad Riera
- Ramiro G. Paniagua
- Joan Vidal
- Joan Rufart

## Prudenci Bertrana i Comte
Prudenci Bertrana no aclareix en cap moment per què van decidir fer-lo director de Ciudadanía. El que sí que dona una possible explicació a aquest fet és Miquel de Palol, que deia: “El metge filòsof director del Manicomi Provincial, biliós i magnètic, Diego Ruiz, que estava en aquells moments al capdavant de la seva batalladora popularitat, va convèncer el bon Bertrana que, per mitjà d'una migrada remuneració, s'encarregués de dirigir-lo, pensant que en emportar-se’ns un bon element, nosaltres defalliríem”, perquè en principi Bertrana havia de ser redactor de Catalanitat. Però el cert és que els dos diaris van néixer i morir junts, i, fins i tot –com hem vist més amunt– es van fusionar.